# 安藤実親
安藤 実親（あんどう さねちか、（本名：安藤 實親）1932年（昭和7年）2月4日 - 2022年（令和4年）5月6日）は、日本の作曲家。別名：富侑栄（ふゆう さかえ）。

## 来歴・人物
鹿児島県・鹿児島市武町に生まれ、1946年（昭和21年）、国鉄西鹿児島工場（現・JR九州鹿児島車両センター）に就職。1952年（昭和27年）に鹿児島県立鶴丸高等学校を卒業すると、卒業と同時に国鉄を退職し、上京した。
上京後、1954年（昭和29年）にコロムビアレコード専属作曲家であった松尾健司に師事。そして1961年（昭和36年）にコロムビアレコード専属作曲家となり、主に編曲を担当した。1964年（昭和39年）には村田英雄の「姿三四郎」で作曲家としてデビューし、コロムビアレコードからゴールデンヒット賞・新人作曲賞を受け、以後、こまどり姉妹・舟木一夫・村田英雄・美空ひばり等の作曲を手掛けた。
1966年（昭和41年）にクラウンレコードへ移籍し、そこでも水前寺清子・笹みどり・北島三郎・姿憲子等数十名の作曲を手掛けた。1981年（昭和56年）にクラウンレコード退社後はフリーとなり、北新宿に安藤実親艶歌教室を開き、新人歌手育成に力を入れている。また、1983年（昭和58年）からは、財団法人犯罪被害救援基金へのチャリティーとして、毎年6月にカラオケ大会を実施している。
更に1990年（平成2年）12月に発売された原田直之の「全国ご町内音頭」は、発売枚数50万枚を突破し、平成3年度コロムビアゴールデンディスク賞・プラチナ賞を受賞した。
これまでに社歌・校歌等を含め作曲は千数百曲、編曲は二千数百曲に及ぶ。趣味はクラシック音楽鑑賞で、バッハやベートーベンを好んで聴いていた。
2022年5月6日午後1時41分、新型コロナウイルス感染による肺炎のため埼玉県内の病院で死去。90歳没。

## 主な作品
- 村田英雄
  - 姿三四郎
  - 柔道水滸伝（1965年（昭和40年）第16回NHK紅白歌合戦歌唱曲）
- こまどり姉妹
  - 女の恋（1964年（昭和39年）第15回NHK紅白歌合戦歌唱曲）
  - 曽我兄弟
  - 常連さん
  - 落葉は泣いてる
  - 恋ひとすじに
  - 泣くな裏町
  - アリラン波止場
  - こんな女になりました
  - 恋に拍手を（1965年（昭和40年）第16回NHK紅白歌合戦歌唱曲）
  - ひらがな便り
  - 北海道巡句
- 舟木一夫
  - 銭形平次
- 美空ひばり
  - 浪曲渡り鳥
- 一節太郎
  - 男の三拍子
- 水前寺清子
  - いっぽんどっこの唄（1966年（昭和41年）第17回NHK紅白歌合戦、1973年（昭和48年）第24回NHK紅白歌合戦歌唱曲）
  - どうどうどっこの唄（1967年（昭和42年）第18回NHK紅白歌合戦歌唱曲）
  - 男でよいしょ（1968年（昭和43年）第19回NHK紅白歌合戦歌唱曲）
  - ひとりでよいしょ
  - 艶歌
  - 大勝負（1970年（昭和45年）第21回NHK紅白歌合戦、1975年（昭和50年）第26回NHK紅白歌合戦、1982年（昭和57年）第33回NHK紅白歌合戦歌唱曲）
  - あゝ男なら男なら（1971年（昭和46年）第22回NHK紅白歌合戦歌唱曲）
  - てっぺんまごころ（1974年（昭和49年）第25回NHK紅白歌合戦歌唱曲）
  - 鬼面児（1976年（昭和51年）第27回NHK紅白歌合戦歌唱曲）
- 北島三郎
  - 歩（1976年（昭和51年）第27回NHK紅白歌合戦歌唱曲）
- 笹みどり
  - 三味線育ち
  - 女の絶唱
  - 女のうず潮
  - 大奥哀歌
- 姿憲子
  - 姿三四郎
  - 闘魂
- 三波春夫
  - 放浪茣蓙枕（1983年（昭和58年）第34回NHK紅白歌合戦歌唱曲）
  - 交通安全音頭
- 天童よしみ
  - あんたの花道（2002年（平成14年）第53回NHK紅白歌合戦歌唱曲）
- 都はるみ
  - 困るのことョ

## テレビドラマ
- ライオン奥様劇場 義姉弟（1975年、フジテレビ）